# Manabu Horii

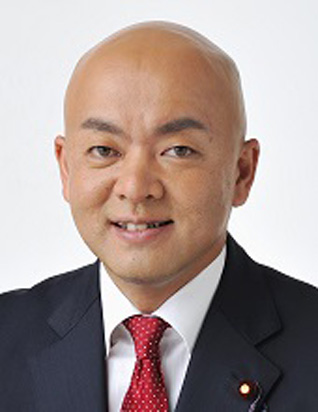
Manabu Horii (2017)

Manabu Horii (jap. 堀井 学 Horii Manabu; * 19. Februar 1972 in Muroran, Hokkaidō, Japan) ist ein ehemaliger japanischer Eisschnellläufer und Politiker. Zuletzt partei- und fraktionslos repräsentierte er den Verhältniswahlblock Hokkaidō im Shūgiin, dem Unterhaus des nationalen Parlaments. Bis 2024 war er Mitglied der Liberaldemokratischen Partei (LDP), darin der Abe-Faktion.
Bei den Olympischen Spielen 1994 gewann er die Bronzemedaille über 500 m und 1997 bei den Einzelstreckenasienmeisterschaften in Obihiro Gold über 1000 Meter. Auch wenn er 1996 bzw. 1997 Weltrekorde über 1000 m bzw. im Sprintvierkampf aufgestellt hat, konnte er seinen Erfolg von 1994 nicht mehr wiederholen. Im Jahr 2002 beendete er seine Eisschnelllaufkarriere.
Bei den Regionalwahlen 2007 wurde Horii für die LDP im Einmandatswahlkreis Noboribetsu ins Präfekturparlament Hokkaidō gewählt und 2011 im Amt bestätigt. Für die Shūgiin-Wahl 2012 hatte die LDP im Juli 2012 Horii als Kandidaten im 9. Wahlkreis Hokkaidō festgelegt, dem Wahlkreis des ehemaligen Premierministers Yukio Hatoyama. Hatoyama kandidierte nicht mehr, und Horii setzte sich gegen den Demokraten Tatsumaru Yamaoka und zwei weitere Kandidaten mit 55,2 Prozent der Stimmen klar durch. Den Wahlkreis gewann er 2014 und 2017 gegen Yamaoka (Kibō no Tō → KDP); bei der Wahl 2021, als die Kommunistische Partei Japans im Wahlkreis Hokkaidō 9 erstmals auf eine eigene Nominierung verzichtete, unterlag er Yamaoka knapp um rund drei Prozentpunkte, gewann aber einen der vier LDP-Sitze bei der Verhältniswahl in Hokkaidō.
Von 2017 bis 2018 während des umgebildeten dritten und vierten Kabinetts Abe war Horii einer der drei parlamentarischen Sekretäre (daijin seimukan) im Außenministerium. Im September 2023 wurde er bei der zweiten Umbildung des zweiten Kabinetts Kishida zum „Vizeminister“ (fuku-daijin) im Kabinettsamt berufen. Bereits im Dezember 2023 trat er wie alle vier Minister und die meisten Staatssekretäre der Abe-Faktion im Skandal um schwarze Faktionskassen zurück.
Im Zuge des Kickback-Skandals um schwarze Kassen vor allem der Abe-Faktion ab 2023 ermittelte die Staatsanwaltschaft Tokio im Sommer 2024 auch gegen Horii, der im Juli die LDP-Fraktion verließ und seinen Parteiaustritt einreichte. Horii gab zu, in Verstoß gegen das Wahlgesetz undeklariertes Bargeld aus der Faktionskasse erhalten zu haben. Er kündigte zunächst an, bei der nächsten allgemeinen Unterhauswahl nicht mehr antreten zu wollen, trat dann aber doch schon am 28. August 2024 als Abgeordneter zurück.